# Maria Gates-Meltel
Maria Gates-Meltel est une femme politique des Palaos.

## Biographie
Maria Gates naît aux Palaos, de Ngiraked Gates et Tongko Mekui-Gates. Elle épouse Jack Meltel, avec qui elle a trois fils,.
Après avoir fait partie du gouvernement de l'État d'Angaur, Gates-Meltel est élue gouverneure de l'État en 2011, battant le candidat sortant Steven Salii et le candidat Natus Misech. Elle est réélue pour un second mandat, restant donc en poste de janvier 2011 à décembre 2014,,. Son mandat est considéré par certains chercheurs comme emblématique du rôle important des femmes dans la société locale.
Après 2014, elle travaille dans l'administration du bureau des affaires étrangères et du commerce des Palaos, puis au ministère d'État,,.
En 2019, elle est accusée d'avoir enfreint le code éthique de son travail de gouverneure. Elle est accusée d'avoir détourné des ressources nationales, notamment 304,80 $ appartenant aux fonds étatique d'Angaur pour acheter un billet d'avion personnel entre San Francisco et Reno,. Elle affirme être victime d'un coup monté politique. En février 2020, elle est innocentée de plusieurs accusations, mais condamnée pour mauvaise conduite et pour une infraction au code éthique. Elle est condamnée à un an de sursis et au remboursement du billet d'avion.